# Aptera Motors

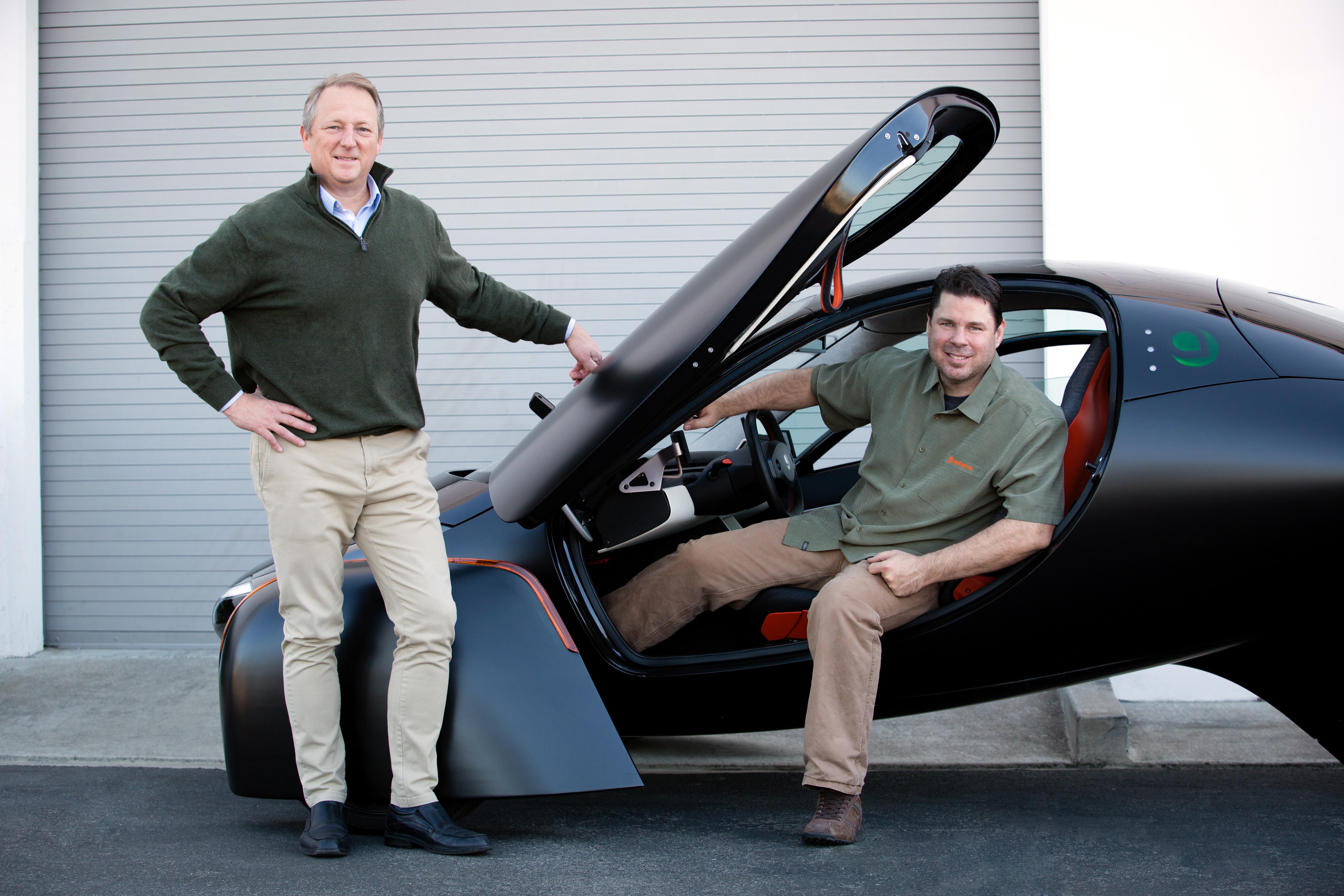
Steve Fambro i Chris Anthony, założyciele

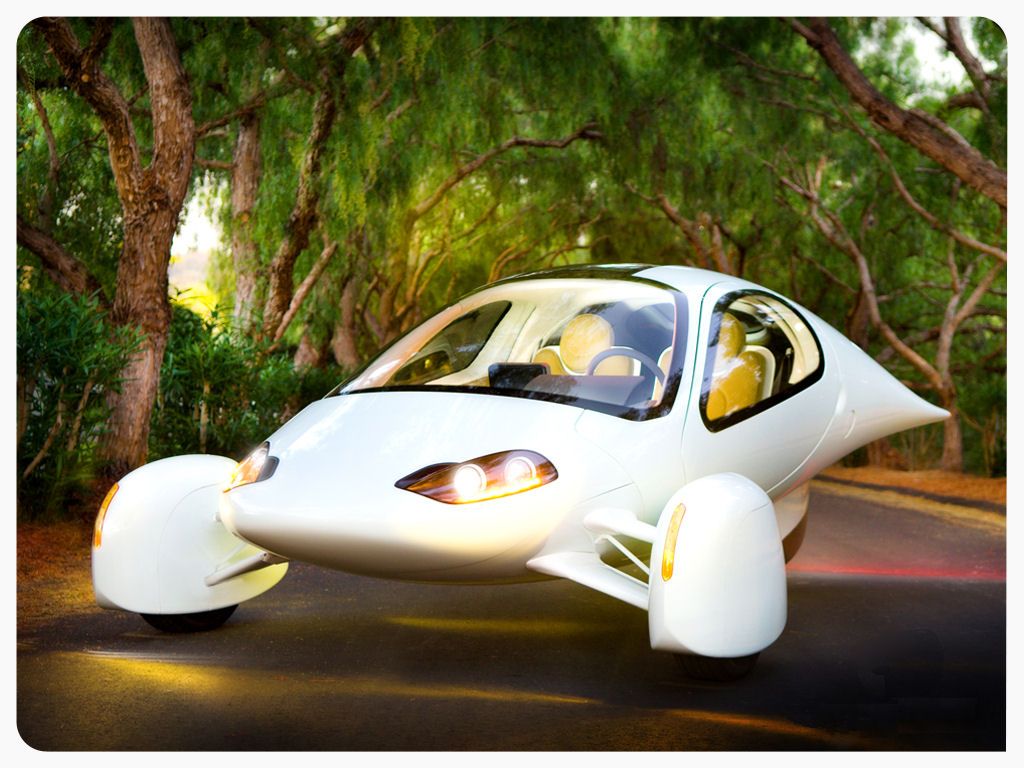
Aptera Typ-1

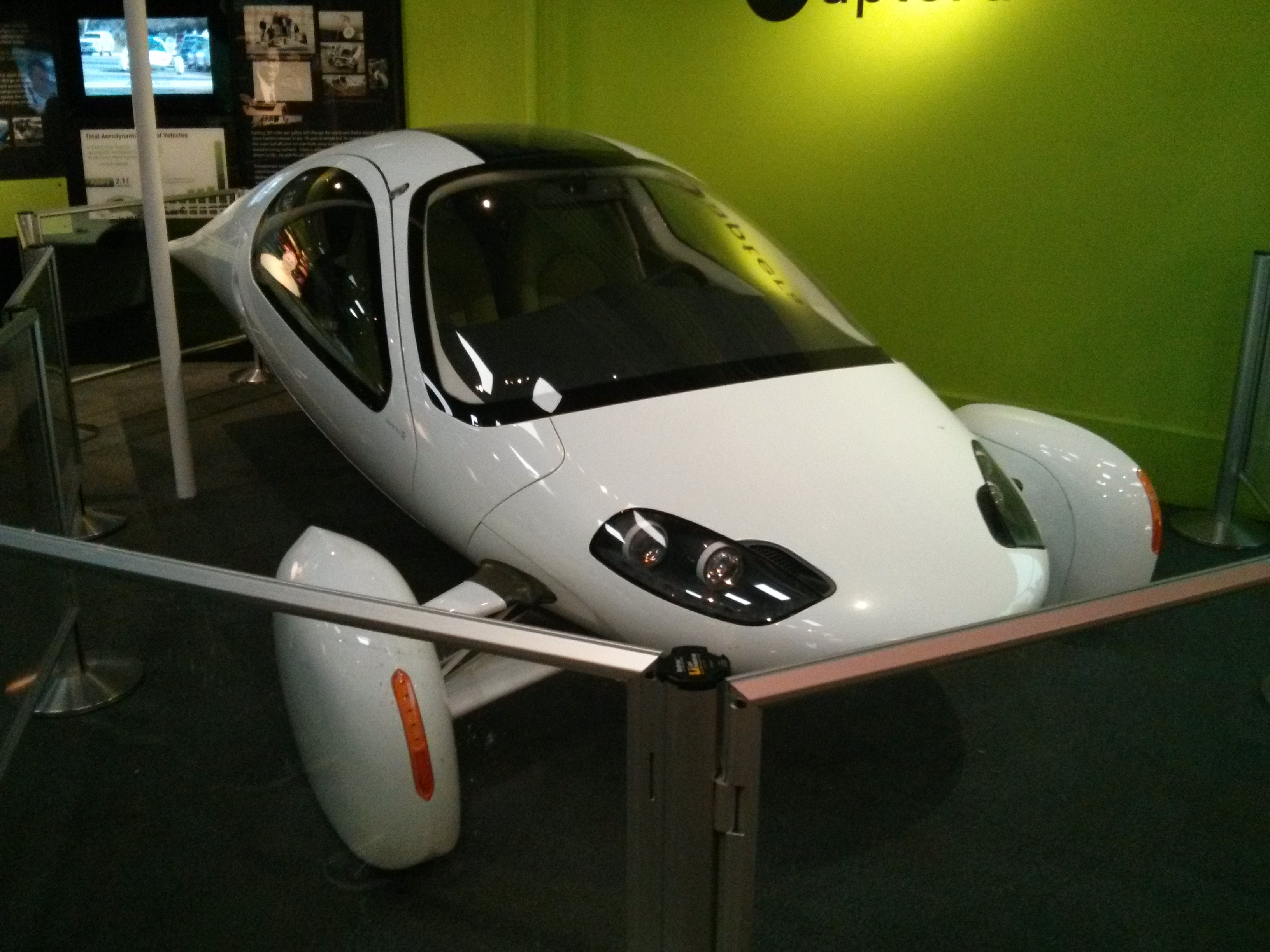
Aptera 2 Series w Muzeum Techniki w Chicago

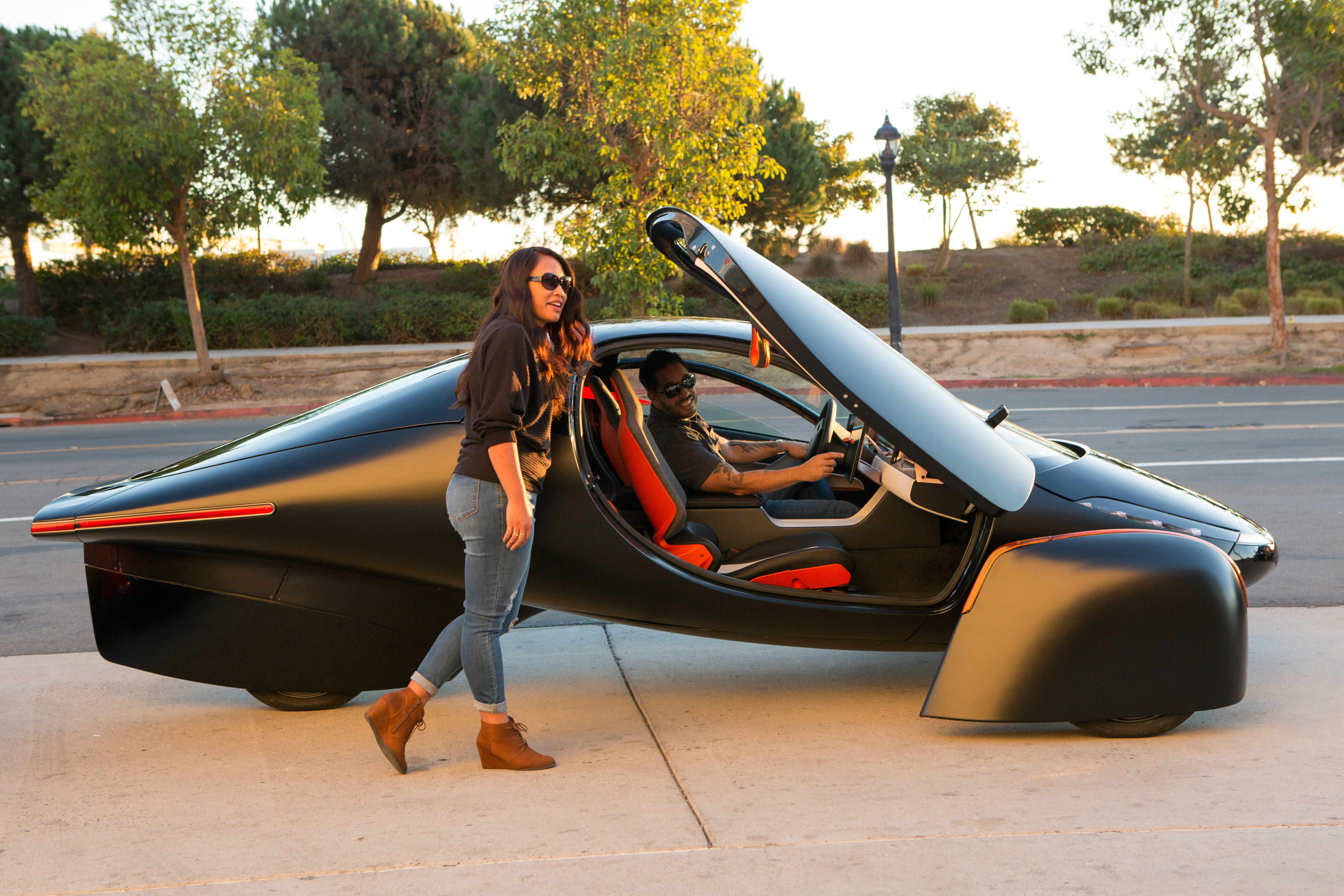
Aptera Luna

Aptera Motors – amerykański producent solarno-elektrycznych samochodów trójkołowych z siedzibą w San Diego działający od 2006 roku.

## Historia

### Początki
W 2006 roku amerykański inżynier Steve Fambro założył w kalifornijskim San Diego przedsiębiorstwo Accelerated Composites, za cel obierając budowę w pełni elektrycznych pojazdów drogowych. W tym samym roku firma ogłosiła swoją koncepcję, którą zamierza realizować – trójkołowy, superekonomiczny pojazd o napędzie bezemisyjnym, prezentując wstępny prototyp podczas konferencji TED w marcu 2007 roku. Jednocześnie przedsiębiorstwo ogłosiło zmianę nazwy na Aptera Motors, czerpiąc ją od greckiego określenia oznaczającego dosłownie coś pozbawionego skrzydeł. W grudniu tego samego roku przedstawino finalny projekt pierwszego pojazdu w postaci hybrydowego, futurystycznie stylizowanego trójkołowca Typ-1.
W 2008 roku firma zaangażowała do swojego zespołu doświadczonych inżynierów, a także pozyskała liczne inwestorów jak Google czy Idealab, zabezpieczając kwotę 24 milionów dolarów amerykańskich. W listopadzie tego samego roku zdecydowano się wprowadzić poprawki techniczne i wizualne w swoim modelu Typ-1, decydując się zmienić nazwę na Aptera 2 Series z końcówką nazwy w zależności od elektrycznego lub hybrydowego apędu. Jesienią 2009 roku w firmie pojawił się poważny konflikt na polu zarządzania, gdzie w wyniku braku porozumienia między kadrą inżynierską, a założycielami firmy, ci dwaj zdecydowali się opuścić Apterę.

### Upadek
Pierwotnie zaplanowane na 2009 rok dostawy Aptery 2 Series nie doczekały się ostatecznie realizacji przez kolejne 2 lata z powodu konsekwentnie postępujących kłopotów firmy. W sierpniu 2011 roku rozpoczęto zwroty depozytów wpłaconych przez zainteresowanych zakupem klientów, z kolei w grudniu tego samego roku firma oficjalnie ogłosiła niewypłacalność z powodu braku znalezienia źródeł dalszego finansowania na czele z wielokrotnie wnioskowaną federalną pożyczką.
W 2012 roku chińskie przedsiębiorstwo Jonway Automobile nabyło prawa do produkcji Aptery 2 Series, planując uruchomić ją w Szanghaju. Plany te nie doczekały się jednak realizacji, a poczynając od 2013 roku chiński inwestor nie przedstawił już żadnych dalszych informacji.

### Powrót
Niespełna dekadę po porażce Aptery Motors, w sierpniu 2019 roku pomysłodawcy idei trójkołowego, niskoemisyjnego trójkołowca zdecydowali się ją odtworzyć. W ten sposób Chris Anthony i Steve Fambro założyli Aptera Motors Corporation, prezentując nową interpretację dawnego modelu 2 Series w postaci Aptera EV. W przeciwieństwie do stosowanego przed dekadą modelu finansowania działalności poprzez poszukiwanie inwestorów, tym razem przedsiębiorcy obrali model crowdfundingu. W lutym 2020 roku z powodzeniem zgromadzono wymagane na wdrożenie do produkcji 2 miliony dolarów, z czego w maju tego samego roku zgromadzono zespół 60 inżynierów do dalszych prac nad pojazdem. Z powodu pandemii COVID-19, dostawy pierwszych egzemplarzy do klientów przełożono z końca 2020 roku na 2022.

## Modele samochodów

### Planowane
- Luna

### Historyczne
- Typ-1 (2007)
- 2 Series (2009)